# 白锋悟
白锋悟（1919年—1978年），女，陕西清涧人，中华人民共和国政治人物，曾任青海省妇女联合会主任。